# منتخب الصين للباندي
منتخب الصين الوطني للباندي هو ممثل الصين الرسمي في المنافسات الدولية في الباندي في فئة الباندي للرجال.